# ブカレストの戦い

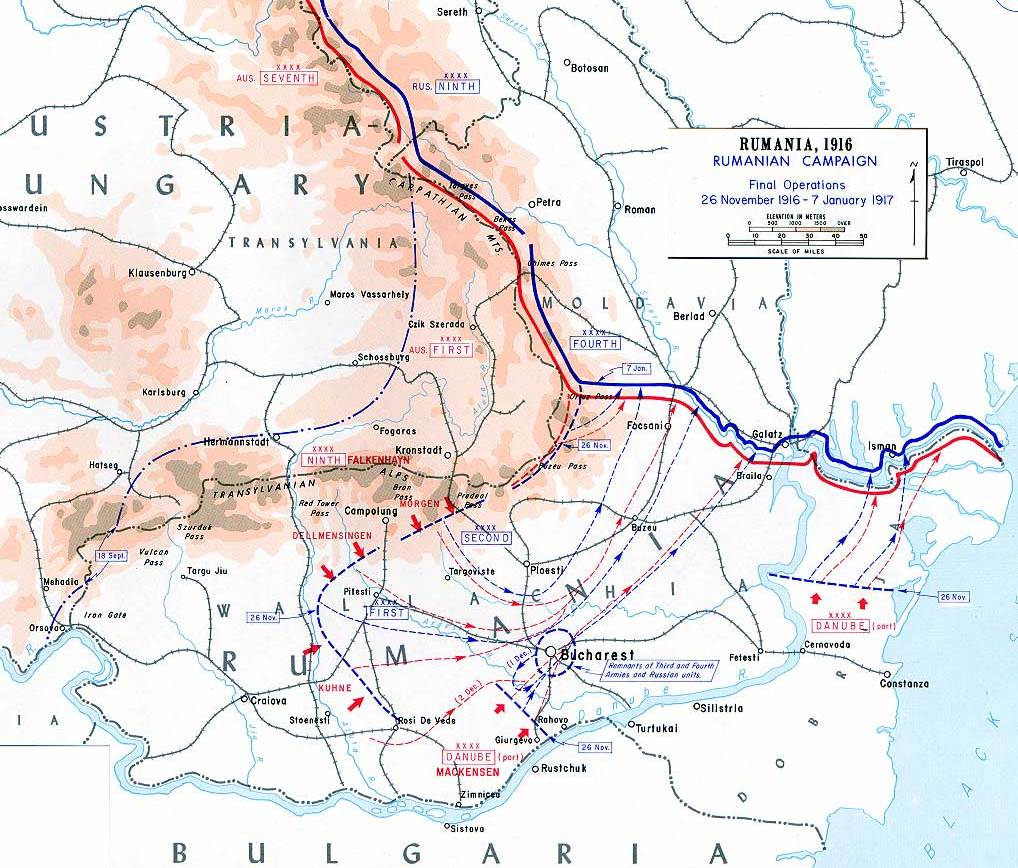
ブカレスト占領と同盟軍の追撃

ブカレストの戦い(ぶかれすとのたたかい 英:  Battle of Bucharest)は、第一次世界大戦中の1916年に、ルーマニア軍とブルガリア軍・ドイツ軍との間で発生した戦い。
各戦線で敗退したルーマニア軍は首都ブカレストに後退して抵抗したが、適わず北方へと更に敗走した。首都を抑えたマッケンゼン軍は、西方でトランシルヴァニアを奪還したファルケンハイン軍と共にルーマニア軍への追撃を開始した。

## 背景
1916年11月27日までに、同盟国側はブカレストを攻略する重要な足掛かりを構築することに成功した。第一に、スラティナの戦いにおける勝利でルーマニア軍はオルト川の防衛線を放棄した。第二に、ドイツ軍とブルガリア軍協力のもと、ブカレスト南方のジュルジュを占領した。
首都の防衛が危ぶまれたルーマニアの政治家はコンスタンチン・プレザンを暫定的な司令官に命じた。プレザン将軍は悲惨的な状況の中、フランス軍使節のアンリ・ベルトロ将軍と共にドイツ軍を奇襲する計画人を立案した。